# Georg Egger
Georg Egger (22 de marzo de 1995) es un deportista alemán que compite en ciclismo de montaña en la disciplina de campo a través. Ganó una medalla de bronce en el Campeonato Mundial de Ciclismo de Montaña de 2013 y una medalla de bronce en el Campeonato Europeo de Ciclismo de Montaña de 2016.

## Palmarés internacional
| Campeonato Mundial | Campeonato Mundial           | Campeonato Mundial | Campeonato Mundial         |
| Año                | Lugar                        | Medalla            | Competición                |
| ------------------ | ---------------------------- | ------------------ | -------------------------- |
| 2013               | Pietermaritzburg (Sudáfrica) | Medalla de bronce  | Campo a través por relevos |
| Campeonato Europeo |                              |                    |                            |
| Año                | Lugar                        | Medalla            | Competición                |
| 2016               | Huskvarna (Suecia)           | Medalla de bronce  | Campo a través por relevos |